# Месхеті

Самцхе-Джавахеті на мапі Грузії

Месхе́ті (груз. მესხეთი) — історико-культурна область на південному заході Грузії (Адіґенський, Аспіндзійський та Ахалцихський муніципалітети краю Самцхе-Джавахеті). 

## Галерея

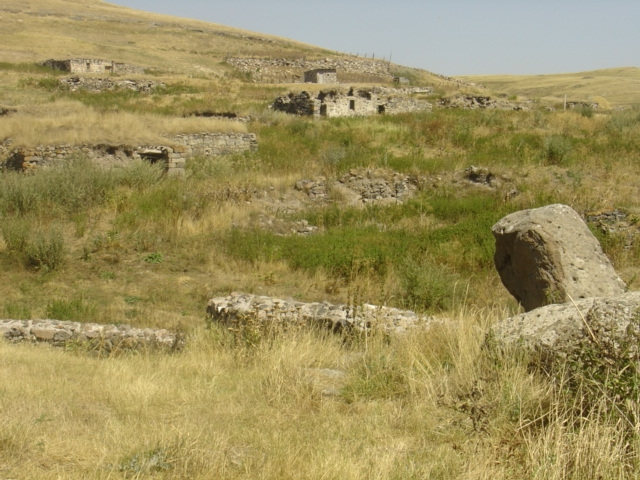
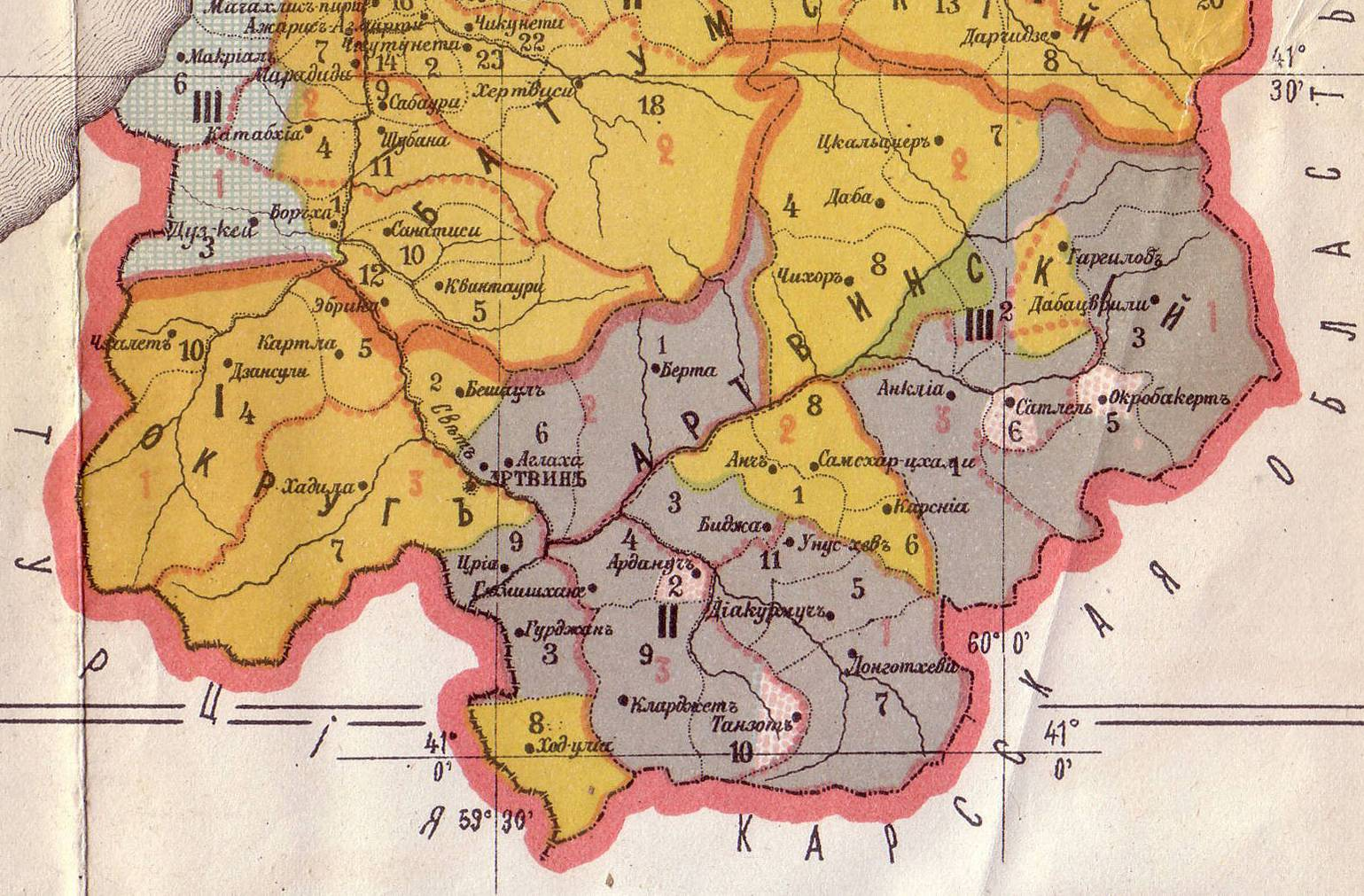